# 小村康一
小村 康一（こむら こういち、1925年4月1日 - 2009年12月16日）は、外交官で元チリ大使、ブラジル大使。日本ブラジル中央協会理事。拓殖大学第15代総長。神奈川県出身。

## 略歴
- 1950年：東京帝国大学卒、外務省入省[1]
- 1953年：在サンパウロ日本国総領事館副領事[1]
- 1956年：外務省欧米局第三課（中南米担当課）勤務[2]
- 1963年：在フランス日本国大使館一等書記官
- 1965年：通商産業省通商局市場第三課長
- 1967年：外務省経済協力局経済協力課長
  - 経済協力開発機構日本政府代表部参事官
  - バンクーバー総領事
  - 在連合王国大使館公使
- 1980年：海外経済協力基金（のち国際協力銀行）理事
- 1983年：駐チリ大使
- 1986年：駐ブラジル大使[1]
- 1989年：退官
  - 石川島播磨重工業（株）顧問
- 1991年（平成3年）： 学校法人拓殖大学第15代総長（ ~ 1995年（平成7年））[1]
- 1999年（平成11年）： 第8代日本ブラジル中央協会会長（ ~ 2005年（平成17年））
- 2009年12月16日：逝去[1]。